# Manuel Costa Cabral
Manuel Costa Cabral (n. 1941) é um pintor e professor português. 
Director do Serviço de Belas-Artes da Fundação Calouste Gulbenkian desde 1994 até 1 de fevereiro de 2011, Manuel da Costa Cabral e formou-se em Pintura na Escola Superior de Belas Artes de Lisboa, em 1963. Trabalhou como professor de arte em diversas escolas públicas e privadas e como designer de exposições. 
Integrado numa equipa do CIDAC - Centro de Informação e Documentação Amílcar Cabral, colabora no projecto de arranque da cooperação portuguesa voluntária na República da Guiné Bissau no respeitante à formação de professores.
Em 1973 foi fundador da escola independente Ar.Co- Centro de Arte e Comunicação Visual, em Lisboa. 
Director Executivo, organiza e desenvolve o Ar.Co Centro de Arte e Comunicação Visual, centro de formação artística alternativo e prestigiado em Portugal. 
- Em 1993 recebe o título de "Honorary Fellow do Royal College of Art em Londres".

Expõe regularmente pintura desde 1989. 